# 卡彭雅鱈
卡彭雅鱈（拉丁語：Lepidion capensis），為輻鰭魚綱鱈形目稚鱈科的其中一種，分布於東南大西洋南非東倫敦至納米比亞南部海域，深度457-1152公尺，為深海底棲性魚類，體長可達50公分，棲息在大陸坡底層水域，生活習性不明。
其种加词“capensis”意为“南非开普省的/好望角的”。